# پتر کرستن
پتر کرستن (آلمانی: Peter Kersten؛ زادهٔ ۱ فوریهٔ ۱۹۵۸) قایقران روئینگ اهل آلمان شرقی بود.